# 平原君

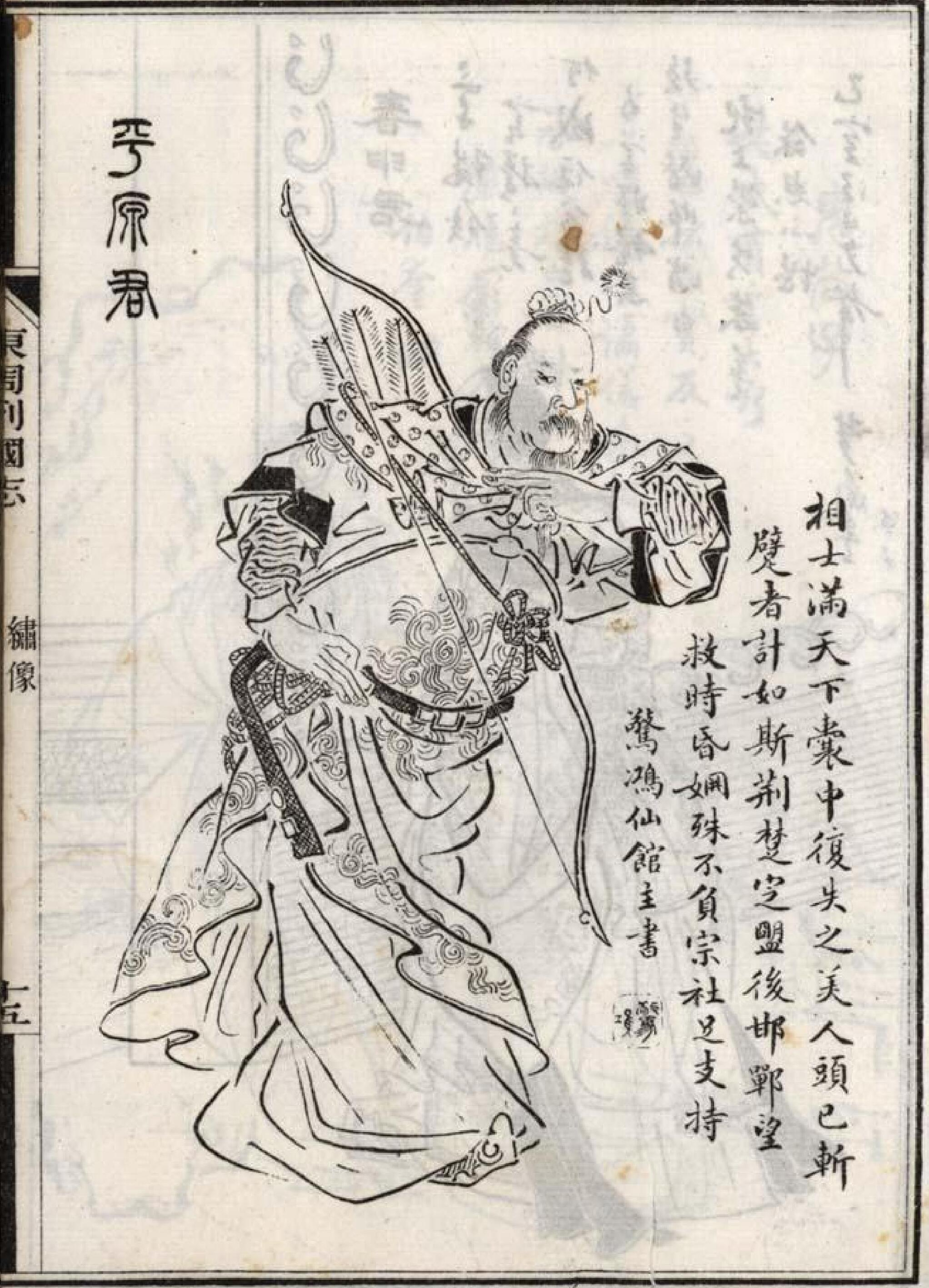
平原君

平原君（へいげんくん、? - 紀元前251年）は、中国戦国時代の趙の公子で政治家。姓は嬴、氏は趙、諱は勝。武霊王の子。恵文王の弟。食客を集めて兄の恵文王、続いて甥の孝成王を補佐した。戦国四君の一人。
人士を好み食客を数千人集めていた。その中には公孫竜や鄒衍などもいた。

## 略歴
ある時、平原君の妾は、食客の一人が跛行を引いていたのを大笑いした。嘲笑を受けた食客は大いに怒り、平原君に対して「あの妾を殺してその首を私にください」と言い、平原君はこれを受け入れた。しかしそれは表面だけのことで、平原君はこの食客のことを身の程知らずだと笑っていた。その後、平原君の下から次々と人が去り、ついには半分になった。どうしてこうなったかを残っていた食客に聞くと、「跛行を引いていた食客が望んだ首を渡さなかったからです。女色に迷い士を守らない人だと失望されても当然でしょう」と言われた。平原君はすぐに妾を殺し、その首を持って跛行を引いた食客に謝った。その後は再び人が集まってくるようになった。
平原君の家の者が訴訟を起こされ、代官9人が処刑された。平原君は領地に代官を置いていたが、代官達はその税を国に収めていなかったので、徴税官が法に照らし処罰したのである。これに激怒した平原君は徴税官を殺そうとしたが、理路整然と反論されたため、その徴税官の知力と胆力を認めて恵文王に推挙した。この徴税官が趙奢である。趙奢は公平に税をかけたため、趙は国庫も国民も豊かになり、更に将軍としても秦の侵攻を退けるなど戦功を挙げた。以降、平原君・藺相如・廉頗・趙奢と名将名臣が揃った趙には、各国を侵していた秦も手出しをしなかった。
紀元前266年、魏の宰相の魏斉が平原君に保護を求めてきた。魏斉は秦の宰相の范雎に敵と狙われており、そのために魏から逃げ出してきたのである。平原君はこれを受け入れて秦から魏斉をかばった。秦の昭襄王は范雎に仇を取らせてやりたいと思い、平原君を秦に招いて「魏斉を殺してほしい。でなければ秦から出さない」と脅したが、「私が友を殺す男に見えますか」と即座に断られた。次いで昭襄王は平原君を軟禁したまま趙へ使いを出し、孝成王を脅した。孝成王は恐れて魏斉を捕らえる兵を差し向けたが、魏斉は趙の宰相の虞卿と共に夜のうちに逃げ出していた。そして信陵君を頼るべく魏へ戻ったが、信陵君が面会をためらったと聞いて自刎した。信陵君はこの首を趙へ送り、趙は秦に送った。これにより平原君は帰国することができた。
紀元前263年、韓は秦に攻められて領土を奪われ、韓の北の領土である上党が孤立するようになってしまっていた。韓は上党を秦に割譲して和睦を結ぼうとしたが、上党の民は反発し守の馮亭と70の城邑が趙へ帰属したいと申し出たため孝成王はどうするかを下問し、弟の平陽君は「帰属を認めれば秦と戦争になるだけである」と取り合わなかったが、平原君は「非常な大利です」と積極的に賛成したので孝成王は上党を趙の領土とした。しかしこのことで秦の怒りを買い、紀元前260年に秦の白起将軍に攻められる（長平の戦い）。この戦いで趙は45万という大量の兵を失い、一気に弱体化した。
紀元前259年、秦軍は更に趙の首都の邯鄲を包囲した。窮地に陥った趙王に命じられ、救援を求めるために平原君が楚へ派遣されることになった。平原君は連れて行く食客二十人を選んでいたが、難事であるため厳選したこともあって、もうひとりが決まらない。この時に食客の一人の毛遂という者が同行したいと名乗り出てきた。平原君は「賢人というものは錐を嚢中（袋の中）に入れておくようなもので、すぐに袋を破って先を出してくるものです。先生が私の所へ来てから3年になるが、評判を聞いていません。お留まり下さい」と断った。毛遂はこれに「私は今日こそ嚢中に入りたいと思います。私を早くから嚢中に入れておけば、先どころか柄まで出ていましたよ」と答え、この返答が気に入った平原君は毛遂を連れて行くことにした。これが「嚢中の錐」の原典である。
他の一九人の食客達は最初は毛遂を蔑視していたが、楚に向かう道中で議論する中で、毛遂が抜きん出ていることに納得した。そして平原君は楚の考烈王と面会し合従を説いたが、楚は前に秦に侵攻され、なんとか講和できたこともあって脅威に思い、中々まとまらない。段の下に控えていた平原君の食客達から毛遂は出て、剣の柄に手をかけ階段をズカズカと上がって考烈王の前に立ち「楚と趙が結べば共に利がある、それは少し語るだけで済むはず。なぜまだ決まらないのですか」と聞いた。考烈王はその無礼さに激怒したが、毛遂は「楚王様が私に強く言えるのは、腕利きの兵が側にいるからでしょうが、ここからでは届きませんぞ」と返し、「さて我が君の前で私を辱めた理由を聞かせて頂きたい。楚は五千里四方、精強な兵百万を有し、秦に対抗できるのは楚しかありますまい。しかし白起が軍を率いただけで都を奪われ、祖廟を焼かれました。趙の者ですらそれを恥と思うのに、楚王様は恥と思わないのですか。合従は趙のためではない、楚のためである」と説き、考烈王はこれを受け入れた。毛遂はすぐに生贄の血を用意させ、その血を全員にすすらせて盟約を誓わせた。これに喜んだ平原君は帰国後に「毛遂先生の弁舌は百万の兵に勝る。これほどの人物を見極められない私など、もう人を論じるまい」と言い、毛遂を上客とした。。
紀元前258年、魏は趙へ対して援軍を出していたものの、秦から恫喝されたこともあり途中で留まらせて情勢を観察していた。平原君は魏の信陵君の姉を妻としていたので、信陵君に「姉を見捨てるのか」との手紙を出した。信陵君はこれに応え、魏の将軍を殺して軍を奪い、趙へ援軍に出る。また楚からも盟約に従い援軍が出る。しかしその邯鄲は、援軍が来る見込みはあったが、長らくの包囲により武器も木を削った槍程度しかなく、城内の趙の国民は餓死寸前で、子供を交換して殺して食料とせざるを得ないほどの危機的状況だった。
そんな中、兵士のひとりである李同が平原君に「貴方にとって、趙の窮状は他人事ですか」と聞いた。平原君は「そんなことは無い。趙が滅びれば私も滅ぶ」といったが、李同は「今、民は衣類も食料も無く飢えに苦しみ、兵は武器が尽きている。なのに貴方や婦人達は麗美な服を着て、豪華な食事を満腹になるほど食べています。だから他人事と言ったのです。何卒婦人達に仕事をさせ、物資を放出してください。そうなれば民は貴方に感動し士気も上がるでしょう」と進言する。これに平原君は答え、屋敷の門を開け放ち「すべての私財を好きに持っていって良い」と言い、婦人達には炊き出しなどの労働を行わせた。これに城内の士気が上がり生気が戻ったところで、李同は援軍が来るまでの時間を稼ぐ決死隊を募り自ら率いることを提案し、平原君も承認する。決死隊の募集を始めると、先の平原君の施しもあって3千の兵が志願してきた。李同はこの兵を率いて城外の秦軍へ攻撃を仕掛けた。死ぬ気の兵は一歩も引かず、日に何度も突撃した。この決死の猛攻に嫌気した秦軍が後退したところで信陵君率いる援軍が到着し、秦軍を撤退させることに成功した。決死隊を指揮した李同は討ち死したが、戦後に戦功が評価されて李同の父が李侯となった。
戦後、虞卿が趙王に「信陵君を邯鄲に呼び留まらせている平原君に報いるため、領地を増やすべきです」と言って、趙王はその気になった。これを知った公孫龍は驚き、平原君にこの話を知っているかと聞いた。そして「その通りだ」と言われたが、「受けてはなりません」と返し、その理由を語った。「あなたが宰相の地位にあるのは、王と血の繋がりがあるからです。今回の戦いで趙は領地を得たわけではなく、秦を退けたのは信陵君なのに、貴方が領地を得ればそれは血縁によると見られ、国人は自分たちは報われないと思うでしょう。虞卿がああ言っているのは、事がなれば見返りを要求でき、ならなくても恩を売れるからです」これを聞いた平原君は、虞卿の話を受け入れなかった。
信陵君はその後、魏へ帰れないので趙に留まっていた。信陵君がある時に博徒と味噌屋の二人を招いて歓談した。この話を聞いた平原君は「信陵君は博徒と味噌屋のような者を相手にするのか」と馬鹿にした。このことを聞いた信陵君は怒って「私は彼らが賢明であると前から聞いており、このような交わりを恥とするあなたは外面だけを取り繕ったものであるようだ」と言って出て行こうとした。平原君は信陵君が居るからこそ趙は秦に攻められていないこともあり、慌てて冠を脱いでまで引き止めた。この話が伝わり、以後は平原君の元を去って信陵君の元に行く客が増えたという。
紀元前251年、死去。子孫が平原君を継ぐが、秦により趙が滅亡した際に共に滅ぼされた。